# Livoneca redmanii
Livoneca redmanii är en kräftdjursart som beskrevs av Leach 1818. Livoneca redmanii ingår i släktet Livoneca och familjen Cymothoidae.
Artens utbredningsområde är Mexikanska golfen. Inga underarter finns listade i Catalogue of Life.